# Shankar Dayal Sharma
Shankar Dayal Sharma (Bhopal, 19 agosto 1918 – Nuova Delhi, 26 dicembre 1999) è stato un politico indiano.

## Biografia
Fu nono presidente dell'India, in carica dal 1992 al 1997.